# Chega de Saudade (album)
Pour les articles homonymes, voir Chega de Saudade.
Albums de João Gilberto
Desafinado/Hô-bá-lá-lá
(1958) Lobo bobo/Maria ninguém
(1959)
Singles
1. Chega de Saudade/Bim Bom (78T)
Sortie : 1958
2. Desafinado/Hô-bá-lá-lá (78T)
Sortie : 1958
3. Lobo bobo/Maria ninguém (78T)
Sortie : 1959

Paru en mars 1959 par Odeon, Chega de Saudade est le premier 33T de João Gilberto et, par convention, le premier véritable disque de bossa nova. Il est régulièrement cité comme étant l'un des albums musicaux brésiliens les plus importants. Il a également pour intérêt de contenir des titres composés par Antônio Carlos Jobim, Vinícius de Moraes, Carlos Lyra, Dorival Caymmi ou encore Ary Barroso.

## Historique
La genèse de l'album débute en mai 1958 lors de la sortie de l'album Canção do Amor Demais (en), entièrement composé par Antônio Carlos Jobim et Vinícius de Moraes et chanté par Elizeth Cardoso. João Gilberto y fait deux apparitions très remarquées, sur les pistes Chega de saudade et Outra vez, dans lesquelles il utilise pour la première fois cette façon novatrice et si particulière de jouer de la guitare qu'on appellera la batida. Selon Walter Garcia, cette dernière se caractérise par une combinaison rythmique entre la régularité de la basse et l'irrégularité des accords.
Quelques jours plus tard, João Gilberto est une seconde fois invité à assurer à la guitare l'enregistrement de la chanson Chega de saudade, cette fois-ci pour le groupe Os Cariocas. Éprouvant des difficultés avec la batida si inhabituelle de João Gilberto, le guitariste du groupe lui demande d'enregistrer à sa place ce titre sur l'album O melhor de...Os Cariocas. Selon Joël Leibovitz, cet enregistrement aurait fait prendre conscience à João Gilberto de la nécessité d'enregistrer lui-même cette chanson dont il s'était si bien approprié le rythme à la guitare. Bien qu'Aloysio de Oliveira, alors directeur artistique pour la maison de disques Odeon, n'était a priori pas très enthousiaste à l'idée de laisser carte blanche au jeune João Gilberto, il finit par lui accorder la faveur d'un enregistrement sous la forme d'un 78T en juin 1958.
L'enregistrement de ce premier 78T pour Odeon ne sera pas sans difficultés : João Gilberto, qui avait ses propres idées, trouvait les arrangements musicaux d'Antônio Carlos Jobim trop simples et exigeait la présence en studio de deux microphones, pour la guitare et pour la voix. Après plusieurs semaines difficiles, le second album de João Gilberto (si l'on exclut les deux disques enregistrées avec le groupe Os Garotos da Lua) sort le 10 juillet 1958. Celui-ci contient Chega de saudade, composée par Antônio Carlos Jobim et Vinicius de Moraes, et Bim Bom, une composition toute personnelle de l'artiste bahianais. Radicalement nouvelle, la façon de chanter de João Gilberto fait aussitôt bondir l'un des cadres de sa maison de disques qui, indigné après avoir entendu sa voix douce et frêle, brise le disque Chega de Saudade/Bim Bom. Mais, d'autres, largement majoritaires, sont conquis par cette voix reconnaissable entre mille et par cette batida qui deviendront les signatures de João Gilberto.
Cette première collaboration Jobim/Gilberto étant un succès commercial, un second 78T est commandé au duo par la maison de disques. En dépit des précautions prises par Antônio Carlos Jobim pour éviter les complications apparues lors du premier enregistrement en studio, il faudra quelque treize prises pour arriver au produit final réunissant les titres Desafinado, composée par Antônio Carlos Jobim et Newton Mendonça et Hô-Bá-lá-lá, un boléro composée par João Gilberto. Finalement sorti le 10 novembre 1958, le disque devient très vite un succès, tout comme son prédécesseur. S'impose alors l'idée d'un album complet de douze titres, incluant les deux précédents 78T et qui s'intitulerait tout simplement Chega de saudade. Dès le 23 janvier 1959, João Gilberto entre en studio pour enregistrer Brigas, nunca mais, puis Morena bouca de ouro une semaine plus tard. Il enregistre enfin les six dernières pistes restantes (Lobo bobo, Saudade fez um samba, Maria ninguém, Rosa morena, Aos pés da Santa Cruz, É luxo só) le 4 février 1959. Le succès étant toujours au rendez-vous, un troisième 78T comprenant les titres Lobo bobo et Maria ninguém est édité dans la foulée par Odeon en mars 1959. Il a pour intérêt de présenter deux chansons composées par l'artiste carioca Carlos Lyra qui ne tardera à les enregistrer à son tour dans un album, Bossa Nova, qui deviendra un classique du nouveau mouvement musical.
L'album mythique sera finalement commercialisé à partir du 8 mars 1959.

## Liste des pistes
| N° | Titre                 | Auteurs                                  | Durée |
| -- | --------------------- | ---------------------------------------- | ----- |
| A1 | Chega de Saudade      | Antônio Carlos Jobim, Vinícius de Moraes | 2:01  |
| A2 | Lobo Bobo             | Carlos Lyra, Ronaldo Bôscoli             | 1:20  |
| A3 | Brigas, nunca mais    | Antônio Carlos Jobim, Vinícius de Moraes | 2:05  |
| A4 | Hô-Bá-lá-lá           | João Gilberto                            | 2:15  |
| A5 | Saudade fez um samba  | Carlos Lyra, Ronaldo Bôscoli             | 2:01  |
| A6 | Maria ninguém         | Carlos Lyra                              | 2:21  |
| B1 | Desafinado            | Antônio Carlos Jobim, Newton Mendonça    | 1:58  |
| B2 | Rosa morena           | Dorival Caymmi                           | 2:04  |
| B3 | Morena bouca de ouro  | Ary Barroso                              | 1:58  |
| B4 | Bim Bom               | João Gilberto                            | 1:16  |
| B5 | Aos pés da Santa Cruz | Marino Pinto, Zé da Zilda                | 1:34  |
| B6 | É luxo só             | Luiz Peixoto et Ary Barroso              | 1:56  |

## Réédition de 2010
Avec l'entrée du disque dans le domaine public, une multitude de rééditions en CD et en vinyle voient le jour au début des années 2010. Chega de saudade est le premier disque à être remastérisé en CD par le label britannique Cherry Red Records (aussi connu sous le nom El Records) en 2010. Cette réédition reprend l'ordre d'apparition des chansons du 33T et inclut, en bonus, les trois chansons de son premier 45T ainsi que des versions rarissimes de ces chansons interprétées par d'autres chanteurs brésiliens de renom dont Elizeth Cardoso et João Donato.
| N°  | Titre                 | Artiste          | Durée |
| --- | --------------------- | ---------------- | ----- |
| 1.  | Chega de Saudade      | João Gilberto    | 2:01  |
| 2.  | Lobo Bobo             | João Gilberto    | 1:20  |
| 3.  | Brigas, nunca mais    | João Gilberto    | 2:05  |
| 4.  | Hô-Bá-lá-lá           | João Gilberto    | 2:15  |
| 5.  | Saudade fez um samba  | João Gilberto    | 2:01  |
| 6.  | Maria ninguém         | João Gilberto    | 2:21  |
| 7.  | Desafinado            | João Gilberto    | 1:58  |
| 8.  | Rosa morena           | João Gilberto    | 2:04  |
| 9.  | Morena bouca de ouro  | João Gilberto    | 1:58  |
| 10. | Bim Bom (45 Tours)    | João Gilberto    | 1:16  |
| 11. | Aos pés da Santa Cruz | João Gilberto    | 1:34  |
| 12. | É luxo só             | João Gilberto    | 1:56  |
| 13. | A felicidade          | João Gilberto    | 2:56  |
| 14. | Manhã de Carnaval     | João Gilberto    | 2:38  |
| 15. | O nosso amor          | João Gilberto    | 2:26  |
| 16. | Chega de saudade      | Elizeth Cardoso  | 3:29  |
| 17. | Chega de saudade      | Os Cariocas      | 2:40  |
| 18. | Lobo bobo             | Alaíde Costa     | 2:33  |
| 19. | 'Lobo bobo            | Walter Wanderley | 2:00  |
| 20. | Hô-bá-lá-lá           | Walter Wanderley | 2:51  |
| 21. | Hô-bá-lá-lá           | Norma Bengell    | 2:53  |
| 22. | Hô-bá-lá-lá           | Bene Nunes       | 2:46  |
| 23. | Maria ninguém         | Bola Sete        | 2:19  |
| 24. | Minha saudade         | Bola Sete        | 2:41  |
| 25. | Minha saudade         | Alaíde Costa     | 2:19  |
| 26. | Minha saudade         | João Donato      | 3:08  |

## Autour de l'album
- Chega de saudade (Odeon, 33T) est le premier album dans lequel est utilisée l'expression « bossa nova » pour qualifier le style musical de João Gilberto.
- À la suite du succès commercial du disque auprès du public brésilien, une seconde édition sera commercialisée la même année.
- Après la première tournée italienne de l'artiste en 1961, une édition éponyme paraît l'année suivante dans ce pays. Le célèbre label italien Bluebell la commercialise pour le marché local.
- Une édition américaine paraît en 1963 sous le titre The Warm World of João Gilberto (Atlantic, 33T). L'ordre des chansons y est toutefois différente.
- Le titre de l'édition argentine du disque a été hispanisé en "Basta de nostalgias"